# Stenia guttata
Stenia guttata là một loài thực vật có hoa trong họ Lan. Loài này được Rchb.f. miêu tả khoa học đầu tiên năm 1880.

## Hình ảnh

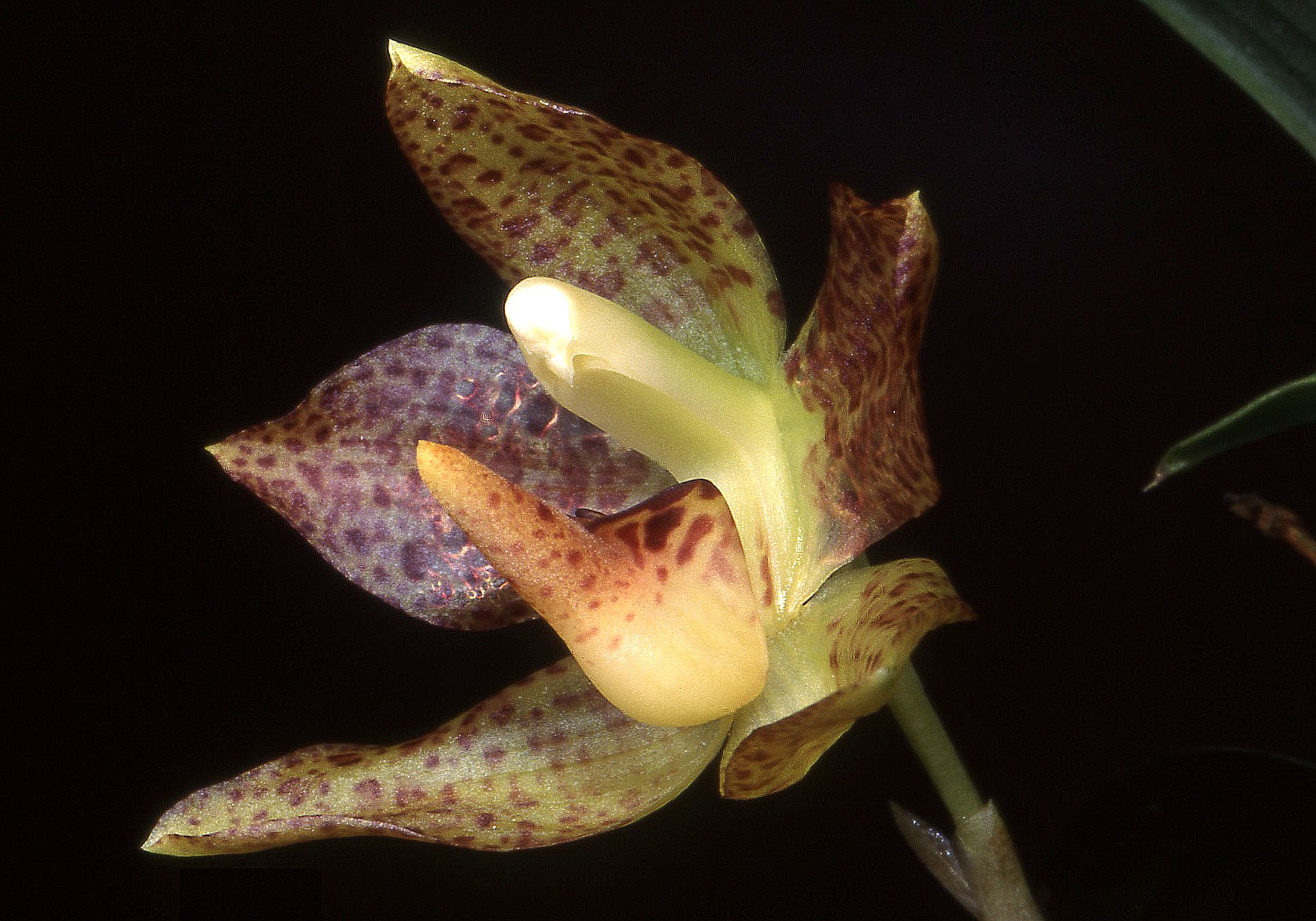
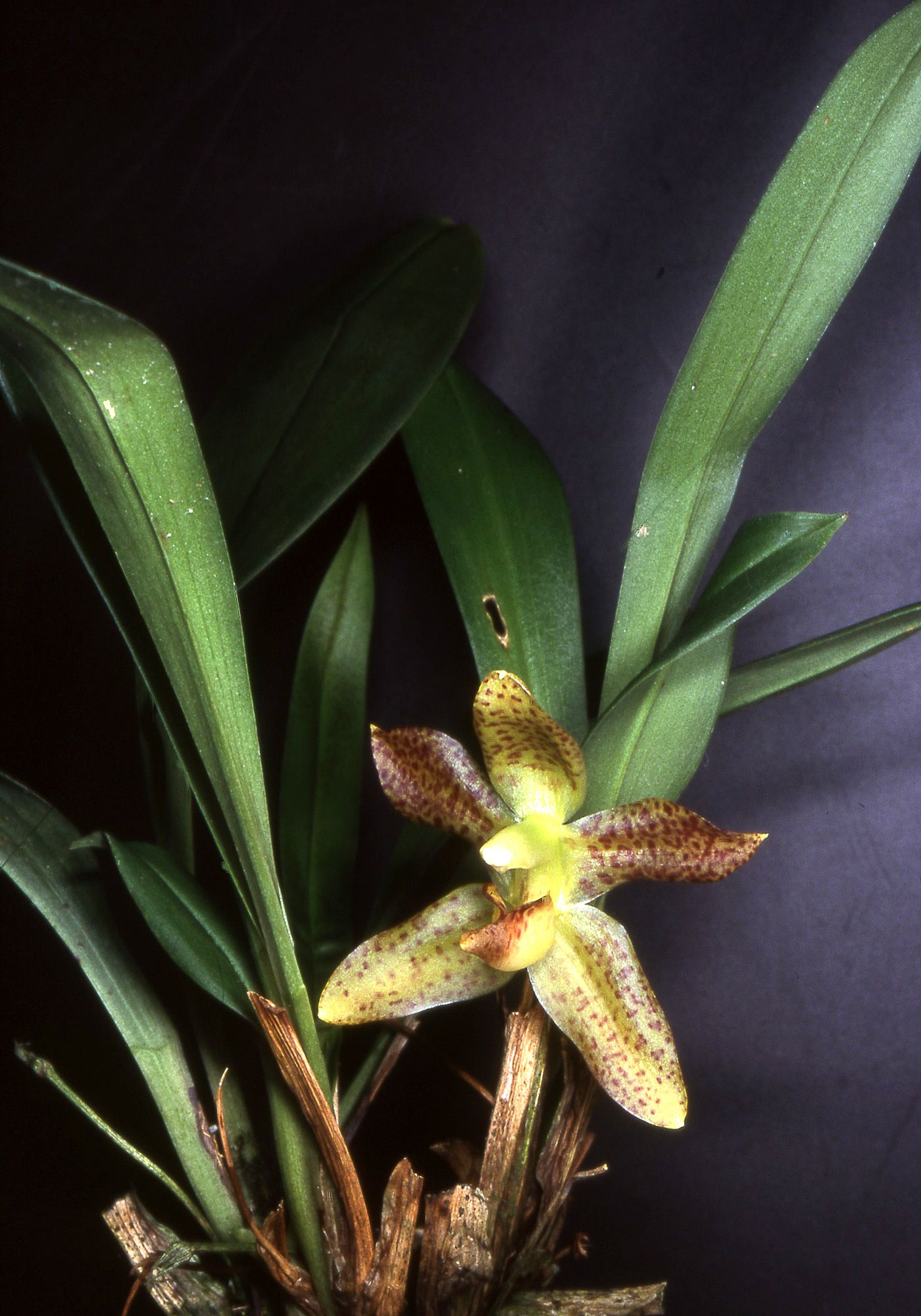
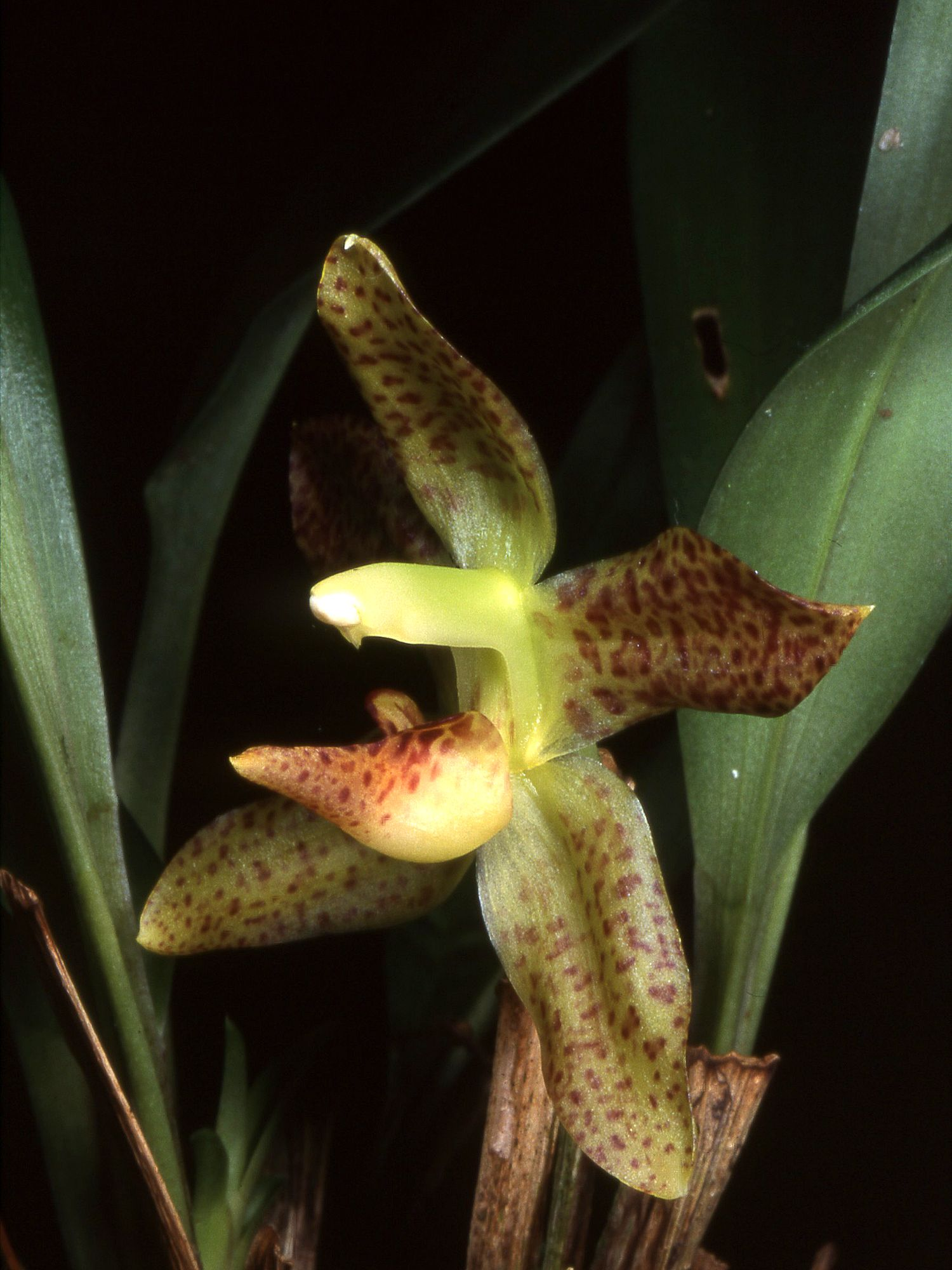